# Lothar Hirsch
Lothar Hirsch (* 17. Dezember 1943 in Eschweiler) ist ein ehemaliger deutscher Mittelstreckenläufer, der sich auf die 800-Meter-Distanz spezialisiert hatte.
1970 wurde er Dritter bei den Deutschen Hallenmeisterschaften und gewann mit der bundesdeutschen Mannschaft bei den Leichtathletik-Halleneuropameisterschaften in Wien Bronze in der gemischten Staffel. 
Seine Bestzeit von 1:47,9 min stellte er am 9. Juni 1971 in Koblenz auf. 
Lothar Hirsch startete für Rot-Weiß Koblenz. Nach dem Studium von Sport und Englisch an der Universität Mainz, arbeitete der Diplom-Sportlehrer  zunächst im Schuldienst und wechselte dann zum Deutschen Leichtathletik-Verband, wo er in unterschiedlichen Funktionen als Bundestrainer tätig war.